# Puchar Świata w skeletonie 1991/1992
Sezon 1991/1992 Pucharu Świata w skeletonie – 6. sezon Pucharu Świata w skeletonie. Rozpoczął się 11 stycznia 1991 roku w Königssee, w Niemczech. Ostatnie zawody z tego cyklu zostały rozegrane 9 lutego 1992 roku w Stanach Zjednoczonych, w Lake Placid. Rozegrane zostały 4 konkursy.
Po raz trzeci z rzędu zwyciężył Austriak Christian Auer.

## Kalendarz Pucharu Świata
| Lp.                               | Data             | Miejscowość       | 1. miejsce     | 2. miejsce     | 3. miejsce     |
| --------------------------------- | ---------------- | ----------------- | -------------- | -------------- | -------------- |
| 1.                                | 11 stycznia 1992 | Königssee         | Christian Auer | Gregor Stähli  | Andi Schmid    |
| 2.                                | 16 stycznia 1992 | Sankt Moritz      | Andi Schmid    | Alex Müller    | Christian Auer |
| 3.                                | 22 stycznia 1992 | Cortina d’Ampezzo | Christian Auer | Gregor Stähli  | Orvie Garrett  |
| 4.                                | 9 lutego 1992    | Lake Placid       | Gregor Stähli  | Christian Auer | Martin Thaler  |
| Mistrzostwa Świata 1992 – Calgary |                  |                   |                |                |                |

## Klasyfikacja
| lp. | zawodnik        | kraj              | punkty |
| --- | --------------- | ----------------- | ------ |
| 1.  | Christian Auer  | Austria           | 172    |
| 2.  | Gregor Stähli   | Szwajcaria        | 168    |
| 3.  | Martin Thaler   | Austria           | 150    |
| 4.  | Orvie Garrett   | Stany Zjednoczone | 147    |
| 5.  | Terry Holland   | Stany Zjednoczone | 137    |
| 6.  | Urs Vescoli     | Szwajcaria        | 133    |
| 7.  | Fred Markl      | Niemcy            | 124    |
| 8.  | Willi Schneider | Niemcy            | 104    |
| 9.  | Franz Plangger  | Austria           | 101    |
| 10. | Gary Williams   | Kanada            | 101    |